# FC Séquence
Der Football Club Séquence de Dixinn, auch bekannt als FC Séquence, ist ein 1984 gegründeter guineischer Fußballverein aus Dixinn. Aktuell spielt der Verein in der ersten Liga.

## Erfolge
- Guineischer Pokalsieger: 2010, 2011, 2012
- Guineischer Pokalfinalist: 2008
- Guineischer Supercup-Sieger: 2010, 2011

## Stadion
Seine Heimspiele trägt der Verein im Stade Municipal de Coléah in Coléah aus. Das Stadion hat ein Fassungsvermögen von 1000 Personen.